# Batalha de Kulbiyow
Batalha de Kulbiyow ocorreu em 27 de janeiro de 2017, quando militantes da Al-Shabaab atacaram e tomaram o controle da base militar e da cidade de Kulbiyow, mantida pelas Forças Armadas da Somália e pelas Forças de Defesa do Quênia.

## Antecedentes
Em 25 de janeiro, as tropas quenianas de Kulbiyow atacaram uma base da Al-Shabaab em Badhadhe, embora o ataque tenha sido repelido.  No dia seguinte, os quenianos receberam informações sobre um contra-ataque iminente pelos jihadistas, de modo que soldados foram enviados em missões de reconhecimento para ajudar a reunir mais informações e preparar as defesas de Kulbiyow.  Na época, a base era mantida por 250 soldados quenianos e somalis.  O núcleo da guarnição da base era formado pela Companhia C do 15 Kenya Rifles  de 120 homens,  organizados em quatro pelotões.  A companhia queniana também incluía uma bateria de obus e vários morteiros. 
Quando o ataque finalmente começou na noite de 26 a 27 de janeiro, foi lançado de Badhadhe, e foi liderado pelo Batalhão de Saleh al-Nabhan, uma unidade da Al-Shabaab que já havia conquistado fama por sua participação na grande vitória islamista de El Adde no ano anterior.  Além disso, vários dos atacantes eram mujahideen árabes estrangeiros, que pareciam ser sobretudo bem treinados e aguerridos. 
 

## Batalha
Quando as forças da Al-Shabaab começaram a se mover em direção a Kulbiyow, foram avistadas por um drone de vigilância da AMISOM por volta da meia-noite; em resposta, os quenianos em Kulbiyow começaram a disparar morteiros e artilharia contra os militantes. Esse bombardeamento durou cerca de 50 minutos, após isso, os defensores da base assumiram que haviam repelido os combatentes da Al-Shabaab e retomaram suas rotinas normais. 
Apenas 20 minutos depois, no entanto, o drone avistou mais militantes se aproximando da base. Esse ataque renovado surpreendeu em grande parte os defensores, incapacitando-os de deter um caminhão carregado de explosivos, que era conduzido por um homem-bomba da Al-Shabaab, que adentrou na base. Embora o carro-bomba tenha sido destruído por um soldado queniano que disparou uma arma antitanque de 84 mm, o veículo já havia ultrapassado o perímetro externo da base a essa altura.  Uma força de ataque de infantaria, entre 150 e algumas centenas de militantes, invadiu a base, apoiada por artilharia móvel.  Começou um tiroteio brutal e confuso. O capitão Silas Ekidor, o segundo no comando queniano, tentou reorganizar as defesas e reuniu vários soldados em sua posição, mas foi morto por um segundo carro-bomba. O comandante da Bateria de Artilharia, Major Mwangi, também foi morto em algum momento durante os combates.  Enquanto isso, dois dos quatro pelotões quenianos presentes começaram a recuar sob as ordens de seus comandantes, deixando os outros dois pelotões sozinhos para enfrentar os atacantes.
Logo depois, as defesas internas da base foram rompidas por um terceiro caminhão carregado de bombas, cuja explosão permitiu que os combatentes da Al-Shabaab superassem os defensores remanescentes; as forças pró-governo sobreviventes foram forçadas a fugir para o mato, enquanto os militantes as perseguiam.   A batalha durou cerca de 90 minutos,  com a Al-Shabaab mais tarde reivindicando ter matado mais de 67 soldados da Forças de Defesa do Quênia e capturado vários outros.  Consequentemente, os dois pelotões que recuaram sobreviveram, enquanto as duas unidades que permaneceram na base e continuaram a lutar foram quase completamente destruídas. 
Com a retirada das forças pró-governo, a Al-Shabaab ficou no controle total da base, bem como da cidade vizinha, e os insurgentes começaram a apoderar-se de veículos e suprimentos enquanto incendiavam os veículos militares que não podiam usar. Enquanto isso, os helicópteros de ataque quenianos Harbin Z-9 chegam ao local da batalha e começaram a disparar contra os militantes, forçando-os a se dispersarem,  embora os insurgentes parecessem capazes de se retirar com muita pilhagem em boas condições.  Horas depois, as forças terrestres do Quênia chegaram a Kulbiyow e tomaram posse da base militar. 

## Resultado
Mais tarde, as Forças de Defesa do Quênia negaram o elevado número de soldados quenianos mortos como propaganda da Al-Shabaab, inclusive com um porta-voz das forças armadas quenianas se recusando a admitir que a base havia caído a princípio: "Os soldados [quenianos] repeliram os terroristas, matando vários". O governo queniano até tentou retratar a batalha como uma vitória das Forças de Defesa do Quênia, o que foi refutado, assim que surgiram relatos de testemunhas oculares.  Um oficial somali que sobreviveu ao ataque, todavia, descreveu a batalha como "desastre", enquanto um oficial queniano que chegou a Kulbiyow após a batalha declarou que "era uma cena horrenda" em relação aos muitos soldados mortos ao redor.
Os analistas acreditam que o ataque tenha sido principalmente um golpe de propaganda da Al-Shabaab, que pretendia não apenas provar que ainda era "uma força a ser reconhecida", mas possivelmente também influenciar as próximas eleições no Quênia, onde a missão na Somália era cada vez mais questionada devido as elevadas baixas entre as Forças de Defesa do Quênia. Imediatamente após o raide a Kulbiyow, o líder da oposição queniana, Raila Odinga, mais uma vez reafirmou sua posição de que as Forças de Defesa do Quênia deveriam ser retiradas da Somália.